# Sauvanhac de Santa Marta
Sauvagnat-Sainte-Marthe és un municipi francès situat al departament del Puèi Domat i a la regió d'Alvèrnia-Roine-Alps. L'any 2007 tenia 505 habitants.

## Demografia

### Població
El 2007 la població de fet de Sauvagnat-Sainte-Marthe era de 505 persones. Hi havia 208 famílies de les quals 61 eren unipersonals (16 homes vivint sols i 45 dones vivint soles), 74 parelles sense fills, 65 parelles amb fills i 8 famílies monoparentals amb fills.
La població ha evolucionat segons el següent gràfic:
Habitants censats

### Habitatges
El 2007 hi havia 262 habitatges, 215 eren l'habitatge principal de la família, 22 eren segones residències i 25 estaven desocupats. 239 eren cases i 23 eren apartaments. Dels 215 habitatges principals, 155 estaven ocupats pels seus propietaris, 54 estaven llogats i ocupats pels llogaters i 5 estaven cedits a títol gratuït; 11 tenien dues cambres, 36 en tenien tres, 60 en tenien quatre i 107 en tenien cinc o més. 143 habitatges disposaven pel capbaix d'una plaça de pàrquing. A 91 habitatges hi havia un automòbil i a 108 n'hi havia dos o més.

### Piràmide de població
La piràmide de població per edats i sexe el 2009 era:
| Homes | Edats   | Dones |
| ----- | ------- | ----- |
| 0     | 95 o +  | 0     |
| 0     | 90 a 94 | 1     |
| 1     | 85 a 89 | 1     |
| 2     | 80 a 84 | 3     |
| 7     | 75 a 79 | 8     |
| 11    | 70 a 74 | 10    |
| 11    | 65 a 69 | 12    |
| 4     | 60 a 64 | 4     |
| 12    | 55 a 59 | 9     |
| 17    | 50 a 54 | 12    |
| 20    | 45 a 49 | 14    |
| 13    | 40 a 44 | 15    |
| 23    | 35 a 39 | 12    |
| 16    | 30 a 34 | 16    |
| 16    | 25 a 29 | 12    |
| 17    | 20 a 24 | 15    |
| 7     | 15 a 19 | 7     |
| 10    | 10 a 14 | 7     |
| 11    | 5 a 9   | 18    |
| 6     | 0 a 4   | 12    |

## Economia
El 2007 la població en edat de treballar era de 333 persones, 241 eren actives i 92 eren inactives. De les 241 persones actives 222 estaven ocupades (129 homes i 93 dones) i 19 estaven aturades (9 homes i 10 dones). De les 92 persones inactives 34 estaven jubilades, 25 estaven estudiant i 33 estaven classificades com a «altres inactius».

### Ingressos
El 2009 a Sauvagnat-Sainte-Marthe hi havia 204 unitats fiscals que integraven 490,5 persones, la mediana anual d'ingressos fiscals per persona era de 18.686 €.

### Activitats econòmiques
Dels 23 establiments que hi havia el 2007, 1 era d'una empresa alimentària, 4 d'empreses de fabricació d'altres productes industrials, 6 d'empreses de construcció, 2 d'empreses de comerç i reparació d'automòbils, 1 d'una empresa de transport, 1 d'una empresa d'hostatgeria i restauració, 4 d'empreses de serveis, 2 d'entitats de l'administració pública i 2 d'empreses classificades com a «altres activitats de serveis».
Dels 9 establiments de servei als particulars que hi havia el 2009, 2 eren paletes, 1 guixaire pintor, 2 fusteries, 2 electricistes i 2 salons de bellesa.
Dels 2 establiments comercials que hi havia el 2009, 1 era una gran superfície de material de bricolatge i 1 una fleca.
L'any 2000 a Sauvagnat-Sainte-Marthe hi havia 11 explotacions agrícoles que ocupaven un total de 425 hectàrees.

## Equipaments sanitaris i escolars
El 2009 hi havia una escola elemental integrada dins d'un grup escolar amb les comunes properes formant una escola dispersa.

## Poblacions més properes
El següent diagrama mostra les poblacions més properes.